# Opatowice (Wrocław)

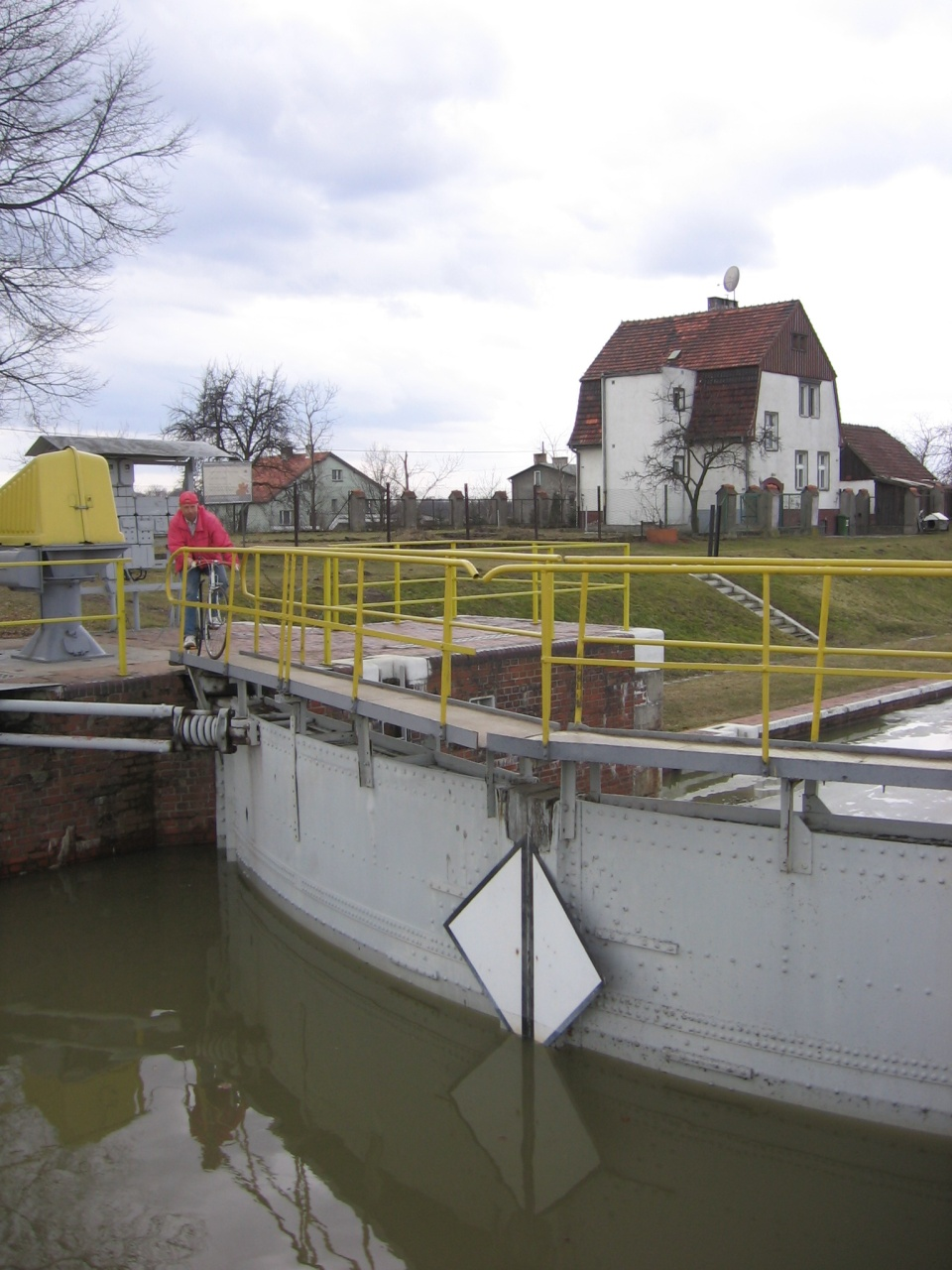
śluza Opatowicka – widok z Wyspy Opatowickiej w stronę Opatowic

Opatowice (niem. Ottwitz) – osiedle o charakterze wiejskim we wschodniej części Wrocławia, na lewym brzegu Odry, zaliczane do byłej dzielnicy Krzyki. W średniowieczu była to wieś książęca i nosiła nazwę Odra, a od 1149 w związku z nadaniem jej opactwu św. Wincentego na Ołbinie (dziś znajduje się na tym miejscu kościół św. Michała) – nazwa wsi uległa zmianie na Opatowice i taka nazwa utrzymała się do dziś.

## Nazwa
Według niemieckiego językoznawcy Heinricha Adamy’ego nazwa wywodzi się od polskiej nazwy na przełożonego zakonu "opata" z dodaną końcówką "-wice", która jest charakterystyczna dla polskich nazw miejscowych. W swoim dziele o nazwach miejscowości na Śląsku wydanym w 1888 roku we Wrocławiu jako najstarszą nazwę wymienia "Opatowice" podając jej znaczenie "Aptsdorf" czyli w języku polskim "Wieś opata". Nazwa została później fonetycznie zgermanizowana na Ottwitz i utraciła swoje pierwotne znaczenie.

## Historia
Do połowy XVI wieku posiadłości wsi Opatowice obejmowały również ziemie dzisiejszych Bartoszowic, ale w 1531 rozpoczęto trwające prawie ćwierć wieku prace nad wykonaniem przekopu zmieniającego bieg Odry. Przekop ten przedzielił Opatowice i część gruntów wsi, która znalazła się na prawym (północnym) brzegu rzeki nazwana została Bartoszowicami. Wykopany znacznie później (w XIX i XX wieku) dodatkowy kanał skracający bieg rzeki – Kanał Opatowicki (w kanale tym znajduje się Śluza Opatowice) odciął od północnego skraju Opatowic leżącego w zakolu rzeki niewielki (0,4 km²) skrawek gruntu, noszący dziś nazwę Wyspy Opatowickiej.
Po kasacie klasztorów w 1810 wieś znalazła się w rękach prywatnych (patrz pruska kasata klasztorów na Śląsku w 1810). W połowie XIX wieku znajdował się tu folwark, cegielnia i 217 mieszkańców. Wieś w 1928 włączono w granice Wrocławia.